# Keelingcurve

Keelingcurve: de atmosferische CO_{2}-concentratie zoals gemeten in het Meetstation op het Mauna Loa Observatorium

De Keelingcurve is een grafiek waarin de veranderende concentratie koolstofdioxide geplot wordt sinds 1958. De grafiek is gebaseerd op metingen genomen op het Mauna Loa Observatorium op Hawaï, die begonnen onder de leiding van Charles David Keeling. Zijn metingen lieten voor het eerste zien dat de concentratie koolstofdioxide in de atmosfeer snel toenam. De grafiek speelde een belangrijke rol in de bewustmaking over het gegeven dat de concentratie CO2 stijgt.  

## Charles David Keeling
Charles David Keeling, verbonden aan het Scripps Institution of Oceanography van de Universiteit van Californië - San Diego, was de eerste persoon die frequente metingen deed van de koolstofdioxideconcentratie. 
Voor de metingen van Keeling dacht men dat de concentratie CO2 in de atmosfeer constant varieerde. Keeling ontdekte dat er een sterke dagelijkse variatie was, met een constante waarde van ongeveer 310 ppmv in de namiddag, op verschillende locaties. Hij schreef deze variaties toe aan de dagelijkse verandering van respiratie van de lokale flora en de bodem, aan de hand van de ratio van twee isotopen van koolstof. Ook was er een duidelijke jaarlijkse variatie te zien in de data, die verklaard kan worden door de seizoensafhankelijke respiratie en groei van planten. In 1960 publiceerden Keeling en zijn groep een wetenschappelijk artikel waarin ze stelden dat de jaarlijkse toename van de koolstofdioxideconcentratie ongeveer overeenkwam met de hoeveelheid fossiele brandstoffen die elk jaar wordt verbrand.

## Ralph Keeling
Na de dood van Charles D. Keeling in 2005 werd het project overgedragen aan diens zoon Ralph. Op de 50e verjaardag van het project in 2008 beschreef de jongere Keeling in Science het leven en werk van zijn vader.

## Erkenning
In 2015 verkreeg de Keelingcurve de hoogste onderscheiding van de American Chemical Society. In 2020 bedroeg het CO2-gehalte in Mauna Loa 414 ppm. 